# Törpilla
Törpilla (angolul: Smurfette) a Hupikék törpikék című rajzfilmsorozat egyik szereplője, sokáig az egyetlen nőnemű törp. Eredeti hangja Lucille Bliss (†2012) volt, magyar hangja Málnai Zsuzsa, a Magyarországon csak 2017-től bemutatott részekben pedig Haumann Petra. A mozifilmes változatban eredeti hangját a popénekes, Katy Perry szolgáltatja. Az énekesnő karakter szinkronjaként nyújtott teljesítményéért különdíjat érdemelt ki a 'Legjobb Animációs Hang" kategóriában. A magyar változatban a szintén énekes-színésznő Szinetár Dóra kölcsönzi a hangját.
Törpillát szőke hajjal, fehér nyári ruhában ábrázolják. A történet szerint a törpök ellensége, Hókuszpók teremtette boszorkányitalokból, Törpapa viszont legyőzte a varázsló hatalmát, ezért Törpilla jóvá változott, eredeti fekete hajszíne pedig szőkére. A törpök nagy része fülig szerelmes Törpillába.